# Federazione di hockey su ghiaccio del Sudafrica
La Federazione sudafricana di hockey su ghiaccio (eng. South African Ice Hockey Association, SAIHA) è un'organizzazione fondata per governare la pratica dell'hockey su ghiaccio in Sudafrica.
Ha aderito all'International Ice Hockey Federation il 25 febbraio 1937.